# P. C. Chang
Pour les articles homonymes, voir Chang.
Peng Chun Chang, communément appelé P.C. Chang (chinois : 張彭春 ; chinois simplifié : 张彭春 ; pinyin : Zhāng Péngchūn ; Wade : Chang1 P'eng2-ch'un1), est un universitaire, philosophe, dramaturge, militant des droits de l'homme et diplomate chinois. Il est né à Tianjin, en Chine, et est décédé à son domicile à Nutley, New Jersey. 

## Biographie
Né en Chine, il est le frère cadet de Chang Po-ling, fondateur de l'Université de Nankai. Il obtient une licence d'arts à l'Université Clark en 1913, et un doctorat à l'Université Columbia, où il étudie avec l'éminent philosophe et éducateur, John Dewey. Il retourne en Chine et devient professeur à l'Université Nankai de Tianjin, où il enseigne la philosophie et devient un spécialiste du théâtre traditionnel chinois. Il est membre du cercle de Mei Lanfang, avant tout interprète de l'opéra de Pékin. En 1930, il dirige une tournée du théâtre classique chinois en Amérique du Nord et en 1935 en Union soviétique. 
Après l'invasion de la Chine par le Japon en 1937, Chang rejoint la résistance anti-japonaise à Nankai. Lorsque les Japonais sont arrivés là-bas, il s'est enfui en se déguisant en femme. Il a été engagé par le gouvernement chinois pour aider à promouvoir la sensibilisation en Europe et en Amérique au massacre de Nankin. Chang enseigne ensuite à l'Université de Chicago. 
Chang devient diplomate à plein temps en 1942, en tant que représentant de la Chine en Turquie et il promeut ainsi avec enthousiasme la culture chinoise. Pendant son séjour en Turquie, il donne des conférences sur les influences réciproques et les similitudes entre les cultures islamique et chinoise, et sur les relations entre le confucianisme et l'islam. Après la guerre, Chang est un représentant chinois à la conférence qui produit la Déclaration universelle des droits de l'homme. Chang démissionne de l'ONU en 1952 en raison d'une aggravation de son état cardiaque et est décédé en 1957.

## Philosophie et activités sur les droits de l'homme
Chang est décrit comme un homme de la renaissance. Il est dramaturge, musicien, diplomate ; un amoureux de la littérature et de la musique traditionnelle chinoise et quelqu'un qui connait la culture occidentale et islamique. Sa philosophie est fortement basée sur les enseignements de Confucius. Lors de la première réunion du Conseil économique et social des Nations Unies, il cite Mencius déclarant que le but le plus élevé de l'ECOSOC doit être de « soumettre les gens avec bonté ». Il fait également valoir que de nombreux penseurs occidentaux influents sur les droits sont guidés par les idées chinoises. « Au XVIIIe siècle, lorsque des idées progressistes en matière de droits de l'homme ont été avancées pour la première fois en Europe, des traductions de philosophes chinois étaient connues et avaient inspiré des penseurs tels que Voltaire, Quesnay et Diderot dans leur révolte humaniste contre le féodalisme », a t-il déclaré à l'Assemblée générale des Nations Unies en 1948. 
Au sein du comité de rédaction de la Déclaration universelle des droits de l'homme, il est à la fois un délégué asiatique efficace et un médiateur lorsque les négociations aboutissent à une impasse. Lui et son collègue délégué Charles Malik, partagent les idéaux des droits de l'homme universels, mais débattent avec passion de ce qu'ils sont et comment ils peuvent être décrits dans un document international. Un autre membre du comité confie à son journal que Zhang et Malik « se détestent ». Pourtant, selon la plupart des témoignages, Chang et Malik sont les leaders philosophiques des délibérations. Chang soutient que le monde moderne doit prêter attention aux philosophes chinois tels que Mencius non pas parce qu'ils sont chinois, mais parce que leurs idées ont une validité universelle. 